# Polypodium vulgare

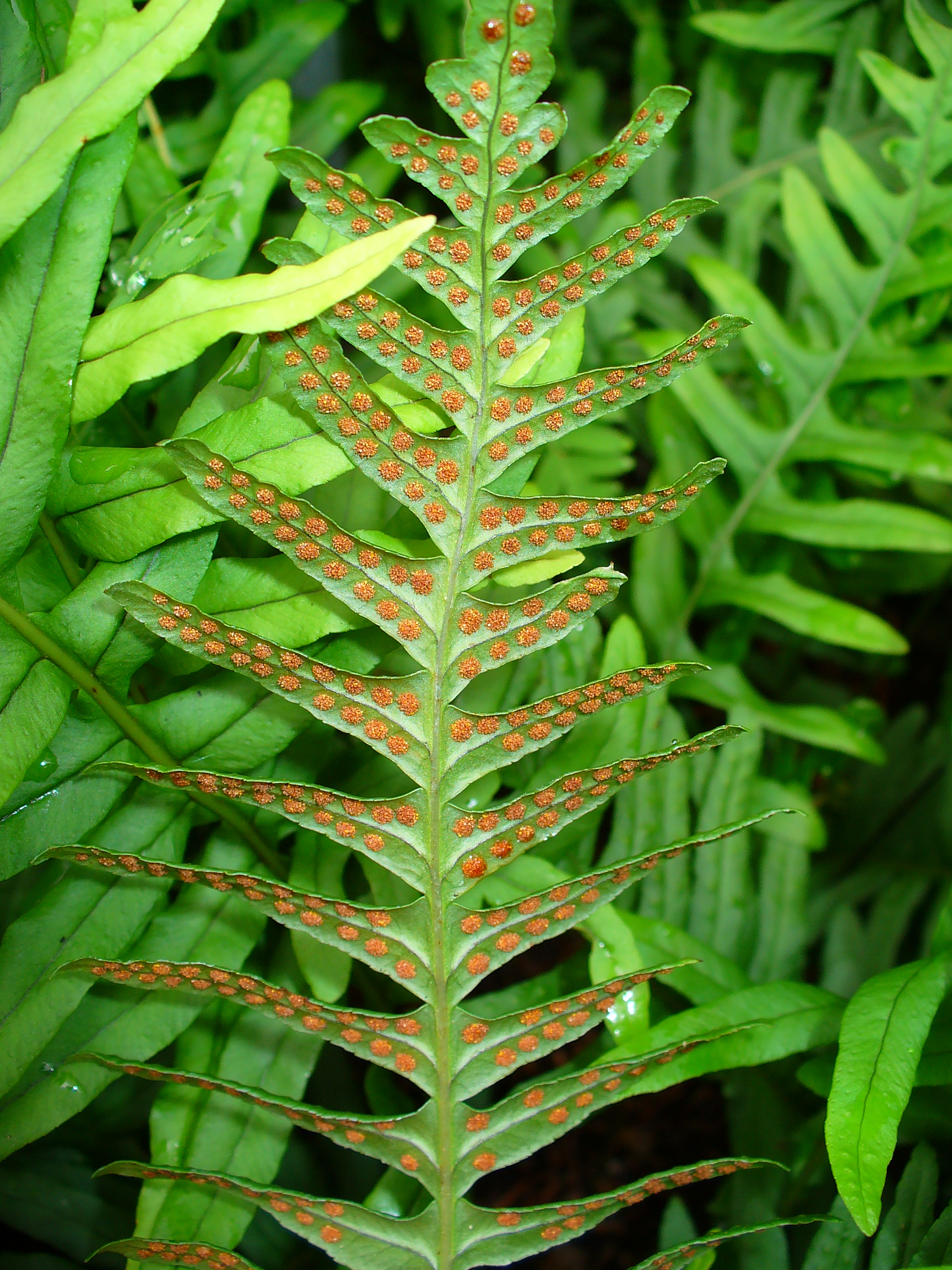
Sorus

Polypodium vulgare o herba de les humors fredes és una espècie de falguera de la família de les polipodiàcies d'àmplia distribució a Amèrica del Nord, Europa, Àfrica i Àsia. Present als Països Catalans.

## Característiques
Aquesta espècie té un rizoma arrossegant prou gruixut que s'estén sobre les roques i els troncs dels arbres, a més de créixer a terra. Les frondes, perennes i d'uns 30 cm de longitud, neixen en pecíols sarmentosos de similar longitud. Les pinnes (folíols) són a vegades dentades i poden tornar-se crestades. Sorus (grups d'esporangis) arrodonits, a vegades amb pèls glandulars, disposats en dues files als costats del nervi central de cada segment foliar, de color ataronjat que després acaba en marró. Madura a l'estiu.

## Hàbitat
Habita en zones rocoses i ombrívoles, boscos, murs, preferint els llocs rics en matèria orgànica i àcids.

## Usos
Tradicionalment, el polipodi s'ha emprat en bronquitis, asma, problemes de fetge i restrenyiment. Actualment, hi ha millors opcions encara dins de la fitoteràpia per a tots aquests problemes.